# Teorema de Siegel sobre puntos enteros
En matemáticas, el teorema de Siegel sobre puntos enteros establece que para una curva algebraica suave C de género g definido sobre un cuerpo de números algebraicos K, presentado en un espacio afín en un sistema de coordenadas dado , solo hay un número finito de puntos en C con coordenadas en el anillo de los números enteros O de K, siempre que g > 0.
El teorema fue demostrado en 1929 por Carl Ludwig Siegel y fue el primer resultado importante en el campo de las ecuaciones diofánticas que dependía únicamente del género y no de ninguna forma algebraica especial de las ecuaciones. Para g > 1 fue reemplazado por el teorema de Faltings en 1983.

## Historia
En 1929, Siegel demostró el teorema combinando una versión del teorema de Roth, de aproximación diofántica, con el teorema de Mordell-Weil de geometría diofántica (requerido en la versión de Weil, para aplicarse a la variedad jacobiana de C).
En 2002, Umberto Zannier y Pietro Corvaja dieron una nueva demostración utilizando un nuevo método basado en el teorema del subspacio.

## Versiones efectivas
El resultado de Siegel fue ineficaz (véase resultados efectivos en teoría de números), ya que el método de Thue en aproximación diofántica también es ineficaz para describir posibles muy buenas aproximaciones racionales a los números algebraicos. En algunos casos, los resultados efectivos se derivan del método de Baker.